# هنري بي. بلانت
هنري بي. بلانت (بالإنجليزية: Henry B. Plant)‏ هو شخصية أعمال أمريكي، ولد في 27 أكتوبر 1819 في برانفورد ‏ في الولايات المتحدة، وتوفي في 23 يونيو 1899.

## وصلات خارجية
- هنري بي. بلانت على موقع الموسوعة البريطانية (الإنجليزية)